# محمدآباد (سفیددشت، غرب)
محمدآباد روستایی در دهستان سفیددشت بخش مرکزی شهرستان آران و بیدگل استان اصفهان ایران است.

## موقعیت
موقعیت جغرافیایی روستای محمدآباد از روستاهای بخش مرکزی شهرستان آران و بیدگل می‌باشد این روستا در ۱۱ کیلومتری غرب مرکز شهرستان آران و بیدگل و ۱۳کیلومتری مرکز شهرستان کاشان در کنار راه‌آهن سراسری قم – کاشان واقع شده است این روستا در میان روستاهای علی‌آباد در شرق، یزدل در جنوب و سفید شهر در غرب قرار گرفته و شمال این آبادی به دشت کویر مرکزی ایران منتهی می‌شود. موقعیت سرزمینی ارتفاع متوسط این روستا از سطح دریا ۹۱۰ متر و در مختصات ۵۱ درجه و ۲۸ دقیقه طول جغرافیایی و ۳۴ درجه و ۱۴ دقیقه عرض جغرافیایی قرار دارد محمدآباد بخش کوچکی از دشت آبرفتی حوضهٔ جنوبی دریاچهٔ نمک بوده و شیب آن از جنوب به شمال است در شمال ان پس از عبور از راه‌آهن و مزارع، تپه‌های ماسه ای واقع شده است.

## آب و هوا
آب و هوا آب و هوای منطقه کویری است. فصل تابستان آن از اوایل خرداد تا اوایل آبان ماه، گرم و سوزان و فصل زمستان آن که از ماه آذر تا پایان بهمن طول می‌کشد، سرد و خشک می‌باشد فصل‌های پاییز و بهار در آن کوتاه است و بارش باران در این فصول نسبتاً کم است درجهٔ حرارت در تیر ماه یا مرداد یعنی گرم‌ترین ماه‌های سال گاه تا ۴۸ درجهٔ سانتیگراد می‌رسد حداقل درجهٔ حرارت در زمستان تا پنج درجه زیر صفر می‌رسد که در این مدت یعنی ماه‌های دی و بهمن بعضاً شاهد بارش برف می‌باشد وزش بادهای مختلف که گاه تبدیل به طوفان‌های شدید می‌شود.

## جمعیت
بر پایه سرشماری عمومی نفوس و مسکن در سال ۱۳۹۵ جمعیت این روستا ۲٬۱۲۵ نفر (۶۳۱خانوار) بوده است.

## نامگذاری
وجه تسمیه محمدآباد نامی کهن می‌باشد که در منایع کهن نیز بدان اشاره شده است تاریخ قم نوشته سال ۳۷۸ ه‍.ق از محمدآباد درام از آبادی‌های ناحیهٔ قاسان سخن گفته است درام نام قدیم منطقه ای است که هم‌اکنون روستای محمدآباد، علی‌آباد، یزدل و سفید شهر در آن واقع شده است این نام هم چنین به رودخانه یا قلعه ای در همین منطقه اشاره دارد هم‌اکنون چشمهٔ درام که مزارع روستای یزدل را سیراب می‌کند بازماندهٔ آن رودخانهٔ بزرگ و یادآور نام آن منطقه می‌شود محمدآباد در تلفظ اهالی مد آباد یا مد آباد نامیده می‌شود بسیاری کوشیده‌اند برای این نام وجه تسمیه ای ذکر کنند مثل این که این نام از واژهٔ مد به معنای الگو اخذ شده است در صورتی که این نام چیزی جز تلفظ عامیانه محمدآباد نمی‌باشد.

## اقتصاد روستا
اقتصاد روستانشینان محمدآباد هم چون سایر کویر نشینان، کار و تلاش در زندگی را تنها برای رسیدن به زندگی بهتر می‌دانند بیکاری شاید بدترین آفت برای این مردمان باشد مردمی که مقاومت در برابر کویر را هم چون نگریستن به دریا پنداشته‌اند در راه سازندگی از هیچ کوششی فرو گذار نمی‌کنند جمعیت فعال اقتصادی این روستا را می‌توان به گروه‌های زیر تقسیم کرد: الف) کشاورزان: شاید قدیمی‌ترین و مهم‌ترین فعالیت اقتصادی روستا کشاورزی باشد هر چند نبود خاک مناسب، کمبود آب و پیشروی کویر مانع بسیاری برای کشاورزی ایجاد نموده است اما کویریان از همان ازمنهٔ قدیم به کشاورزی نگاه خاصی داشته‌اند کشت گندم، جو، پنبه، صیفی جات، میوه‌هایی هم چون انگور، انجیر، توت و سبزیجات تولید عمدهٔ این کشاورزان بوده است کشاورزان این منطقه با استفاده از قنوات توانسته بودند بر مشکل کمبود آب فائق آیند قنوات مد آباد، حوجهٔ عزیز آباد و …. از جملهٔ این قنوات بودند در دهه‌های اخیر چاه‌های عمیق جای قنوات را گرفتند و چاه‌های چاه بالا، چاه پایین، چاه برقی آب مورد نیاز کشاورزان روستا را فراهم می‌کردند. ب) کارگران: بخش بزرگی از جمعیت فعال روستا در واحدهای مختلف صنعتی منطقه به ویژه کارخانجات نساجی شهرک‌های صنعتی آران و بیدگل و کاشان مشغول به کار می‌باشند هم چنین تعدادی نیز در قسمت‌های مختلف راه‌آهن کاشان فعالیت دارند. ج) فرهنگیان: تعداد نسبتاً زیادی از جوانان تحصیل کردهٔ روستا نیز به شغل ارجمند معلمی مشغول می‌باشند آموزگاران و دبیران این روستا، با تدریس در دبستانها و دبیرستان‌های شهرستان‌های کاشان و آران و بیدگل، در راه تعالی اهداف تربیتی و آموزشی منطقه گام بلندی برداشتند. د) کارمندان: تعداد تقریباً کمی از تحصیل کرده‌های آبادی در ادارات و بانک‌های مختلف شهرستان‌های کاشان و آران و بیدگل به خدمت دولت مشغول می‌باشند. بخش خدمات: گروهی از اهالی روستا ارائه خدمات توزیع، فروش، تعمیرات، حمل و نقل و دیگر خدمات به همشهریان خود را بر عهده دارند که این بخش در حال گسترش ناموزونی می‌باشد یکشنبه بازار و جمعه بازار از بازارهای سنتی این روستا می‌باشد قالیبافی: شاید مهم‌ترین فعالیت اقتصادی زنان و بعضاً مردان این روستا، بافت قالی‌های دستی در منازل می‌باشد هر چند این رشته در سال‌های اخیر دیگر جوابگوی تأمین زندگی خانواده‌ها نمی‌تواندباشد، اما به عنوان یک فعالتیت جانبی در اقتصاد بسیاری از خانوارها کمک مؤثری می‌باشد قالی‌های پشمی و کرکی در زمینه‌های گلی و کرم زیبایی، در این روستا تولید و به بازار عرضه می‌گردد مشاغل جانبی آن هم چون چله دوانی و دلالی نیز منشأ درآمد گروهی اندک می‌باشد دیگر صنایع دستی که چند سالی است در میان خواهران، معمول گشته است هنوز جنبهٔ اقتصادی ندارد. دامداری: دامداری و پرورش گوسفند، گاو و طیور نیز به عنوان یک فعالیت جانبی در اقتصاد بعضی خانوارها نقش دارد در گذشته گله ای نسبتاً بزرگ از گوسفندان اهالی هر صبحگاه به قصد چرا از روستا خارج می‌شد و غروب بازمی‌گشت اکنون اثری از آن گله و چوپان نیست.

## مکان‌های تاریخی و گردشگری
مجموعه در بافت قدیمی روستا واقع شده، شامل گنبد، مسجد، حسینیه، چهار سوق، آب انبار، حمام و خانه تاریخی وکیلی‌ها می‌باشد مهم‌ترین و قدیمی‌ترین اثر این مجموعه گنبد عظیم و مرتفع آن است این گنبد بازمانده از عصر ایلخانان می‌باشد و از نوع بنا و متعلقات آن می‌توان استنباط کرد که بازمانده خانقاه و رباطی بزرگ بوده است بنا بر روایات مردم این گنبد توسط مردی به نام محمد یزدی ساخته شده است می‌توان گفت به احتمال بسیار زیاد، این محمد یزدی کسی نیست جز شمس الدین محمد یزدی در گذشته به سال ۷۳۳ ه‍.ق از رجال بزرگ سیاسی و مذهبی عصر سلطان ابوسعید آخرین ایلخان مغول که بنا به گفتهٔ مؤلف تاریخ جدید یزد، چند بقاع خیر از رباط و کاروانسرا و حمام و مسجد و مدرسه در یزد و ابرقو و اصفهان وشیراز و کازرون و قم و کاشان و همدان و قزوین و سلطانیه و تبریز ساخته و خود هیچ این عمارات ندیده. ارتفاع گنبد حدود ۲۱ متر و دو لایه می‌باشد علی‌رغم عمر ۷۰۰ سالهٔ آن، گنبد همچنان مستحکم بر جای مانده است در مقابل گنبد مسجدی ساخته شده است که به ملا مریم بانوی نیکوکار منسوب است این مسجد از آثار عصر قاجار می‌باشد چند دههٔ پیش گنبد مسجد به وسیلهٔ راه ارتباطی یکی شده است و بسیاری از مردم گنبد را با مسجد یکی می‌دانند در حالی که این دو، دو اثر متفاوت ازدو دورهٔ مختلف می‌باشند گنبد و مسجد احتیاج زیادی به توجه و مرمت دارند متأسفانه این اثر بزرگ معماری هنوز در زمرهٔ آثار ملی ثبت نشده است ایرج افشار در سفر نامهٔ خود به منطقه در این زمینه می‌نویسد ((دیدنی اینجا گنبدی است که امروز مسجد جامع است گنبدی است مرتفع به سبک چهار ضلعی‌های ساخت مدارس و مقابر یزد و کرمان، آنچه بر اطراف آن از شبستان و اتاق‌ها ساخته‌اند از عصر قاجاری است به بعد، شاید خانقاهی می‌بوده است)) در جلوی مسجد حسینیه ای ساخته شده است که قبلاً به صورت حیاطی بوده است که چند سال پیش سقف بر آن افزوده گشت حسینیه در ماه‌های محرم و صفر مورد استفاده قرار می‌گیرد و در سایر ماه‌های سال به محل عبور مردم تبدیل می‌شود که وجههٔ زیبایی ندارد چندی پیش این حسینیه تخریب گردید تا بنائی شایسته جایگزین آن گردد کار مقاوم‌سازی این بنا انجام شده است بروبه روی گنبد و مسجد فضایی نسبتاً باز واقع شده است که به چهار سوق معروف است در گذشته این محل، مکان گردهم جمع شدن اهالی و ورودی روستا بوده است در گوشه ای از این چهار سوق خانه ای است بازمانده از دهه‌های پیش متعلق به خاندان وکیلی، معماری این خانه به ویژه گچبری‌های آن در نوع خود دیدنی است آب انبار و حمام قدیمی مجموعه به دلیل خرابی بسیار چندی پیش تخریب گردید. ۲- بقعه شاهزاده اسحاق: تا اوایل دههٔ هفتاد در شرق روستا، تپه ای قرار داشت با آثاری از ساختمان‌های مخروبه. این تپه در نزد اهالی به شاهزاده اسحاق معروف بود و محلی برای به خاک سپردن بعضی اموات به ویژه طفلان، هر شب چارغی دستی توسط یکی از اهالی در گوشه ای از این نقطه روشن می‌شد بنا بر روایات مردم در محل بقعه، امامزاده ای با گنبد و بارگاه وجود داشته است که در اثر حادثه ای هم چون سیل یا زلزله از میان رفته بود این حادثه به احتمال بسیار می‌تواند زلزله سال ۱۱۹۲ هجری قمری در منطقه باشد در هر حال این محل مورد احترام، در آغازین سال‌های دهه ۷۰ به همت گروهی از اهالی حفاری و شناسایی گردید و ساخت بقعه ای در این محل آغاز شد ساختمانی کوچک با ضریحی چوبی در داخل و گنبدی مخروطی به رنگ سبز، ساخته شد و به تدریج شکل و رنگ تازه ای یافت هم‌اکنون مراسم نماز جماعت و برخی دیگر از مراسم مذهبی و نذورات در کنار این بقعه انجام می‌شود در صد متری این بقعه، سنگ قبری وجود دارد که علی‌رغم اینکه بخشی از آن تخریب و از بین رفته است اما آنچه معلوم است این سنگ قبر متعلق به شاه سلام محمدآبادی می‌باشد که در سال یک هزار و سیصد و … فوت نموده است در روایتی مردمی آمده است که این شاه سلام پیرمردی روشن ضمیر بوده است که در هنگام گذر شاه معاصر از این روستا، شاه وی را مورد تفقد قرار داده است و به وی سلام نموده است و لقب شاه سلام را به وی اعطا نموده است اگر بخواهیم این داستان را بپذیریم باید بگوییم که این شاه کسی جز شاه عباس اول (۹۹۸–۰۳۸ه) نبوده است در هر حال این سنگ قبر ۴۰۰ ساله، قدیمی‌ترین سند مکتوب روستا می‌باشد که نام محمدآباد در آن ذکر شده است در آغازین روزهای بهار ۱۳۸۴ این بقعه حال و هوای تازه ای یافت با خاکسپاری پیکر سه تن از شهیدان گمنام جنگ تحمیلی در کنار این بقعه، معنویتی دو چندان بر این محل حاکم شد مراسم تشییع و به خاک سپاری این شهیدان حماسه ای جدید در تاریخ این روستا گردید. ۳- خانه کلاه ماهوتی: در حاشیهٔ بافت سنتی روستا، خانه ای قدیمی و اعیانی وجود دارد که هر چند هم‌اکنون غیر مسکونی و رو به تخریب است اما زمانی صفای خاصی داشته است خانه توسط فردی ساخته شده است که چون کلاه ماهوتی به سر می‌گذاشته است آن هم در دوره ای که هر کسی توان خرید چنین کلاهی را نداشته است به این نام معروف شده است این خانه بعدها دست به دست شد ولی سکونت در آن دیری نپایید این خانه شامل یک حوضخانه و دو اطلاق بزرگ می‌باشد که درهای چوبی آن هنوز باقی بافت سنتی روستا در سال‌های اخیر به دلیل خرابی بسیار در جهت توسعه تقریباً از میان رفته است و بنا به مقتضیات زمان، کوچه‌های تنگ و باریک جای خود را به کوچه‌های بزرگ و خیابان‌ها داده است.

## اماکن و تشکلات مذهبی روستا
مسجد جامع، حسینیهٔ ولی عصر، تکیهٔ امام حسن مجتبی (ع)، مسجد خاتم الانبیا، حسینیه علی‌اصغر، هیئت حضرت ابوالفضل العباس (ع) و حضرت امام رضا (ع) و هیئت شاهزاده علی‌اصغر (ع)، محفل معظم مجانین الرقیه (س)، مجتمع فاطمیه، امامزاده اسحاق و اسماعیل و گروه تعزیه خوانی چکیده ماتم